# Teodor Burada
Teodor T. Burada (Iași, 1839-Iași, 1923) fue un folclorista y musicólogo rumano.

## Biografía
Nacido 3 de octubre de 1839 en Iași, era hermano de Mihail Burada. Entre sus publicaciones se encontraron títulos como O călĕtorie in Dobrogia (1880), Impresiuni din valea Hatigulni, Datinile la nunti ale poporului român din Macedonia, O călĕtorie la muntele Athos (1884), Poesii populares, Cercetările despre școalĕ romanetti din Turcia (1890), Obiceiurile la nașterea copiilor poporului român din Macedonia, Cântecul lui Mihaiu Viteazu, O călĕtorie in satele Moldovenesti din gubernia Cherson (1893) y O călĕtorie la Romanii din Moravia (1894). Falleció el 17 de febrero de 1923 en Iași.